# Piula de l'Himàlaia
La piula de l'Himàlaia (Anthus sylvanus) és un ocell de la família dels motacíl·lids (Motacillidae).

## Hàbitat i distribució
Habita praderies dels Himàlaies, a l'est d'Afganistan, nord de Pakistan, nord de l'Índia, Nepal i sud i sud-est de la Xina.